# بيل شو
بيل شو (بالإنجليزية: Bill Shaw)‏ (1 يناير 1886 في المملكة المتحدة - ) هو لاعب كرة قدم بريطاني (وحمل سابقاً جنسية المملكة المتحدة لبريطانيا العظمى وأيرلندا) في مركز الوسط. لعب مع نادي بريستول روفيرز ونادي كيلمارنوك وDumbarton Harp F.C. ‏ ونادي كاودينبيث لكرة القدم.